# Acinodendron cinnamomifolium
Acinodendron cinnamomifolium là một loài thực vật có hoa trong họ Mua. Loài này được (Jacq.) Kuntze mô tả khoa học đầu tiên năm 1891.